# كهوف لونغمن
 كهوف لونغمن هي مئات الآلاف من التماثيل الحجرية لبوذا، قائمة في كهوف جبلية ممتدة لكيلومتر واحد على جانبي نهر ييشوي عند منطقة تبعد 13 كيلومترا عن مدينة لويانغ. تتكون كهوف لونغمن من 2345 كهفا بوذيا و70 باغودة مرتفعة ومنخفضة و2800 نصب منحوت. تتوزع الكهوف على الجبال مترصصة طبقة فوق طبقة، أشبه بكوات مطلة على النهر. تحافظ كهوف لونغمن على كمية كبيرة من المعلومات الحية حول الفن والموسيقى والخطوط والملابس والعمران والطب والعقاقير، فيمكن القول إنها متحف ضخم للمنحوتات الحجرية. في نهاية عام 2000، وافقت منظمة اليونسكو للأمم المتحدة على إدراج كهوف لونغمن في قائمة التراث الثقافي والطبيعي العالمي).

## معرض صور

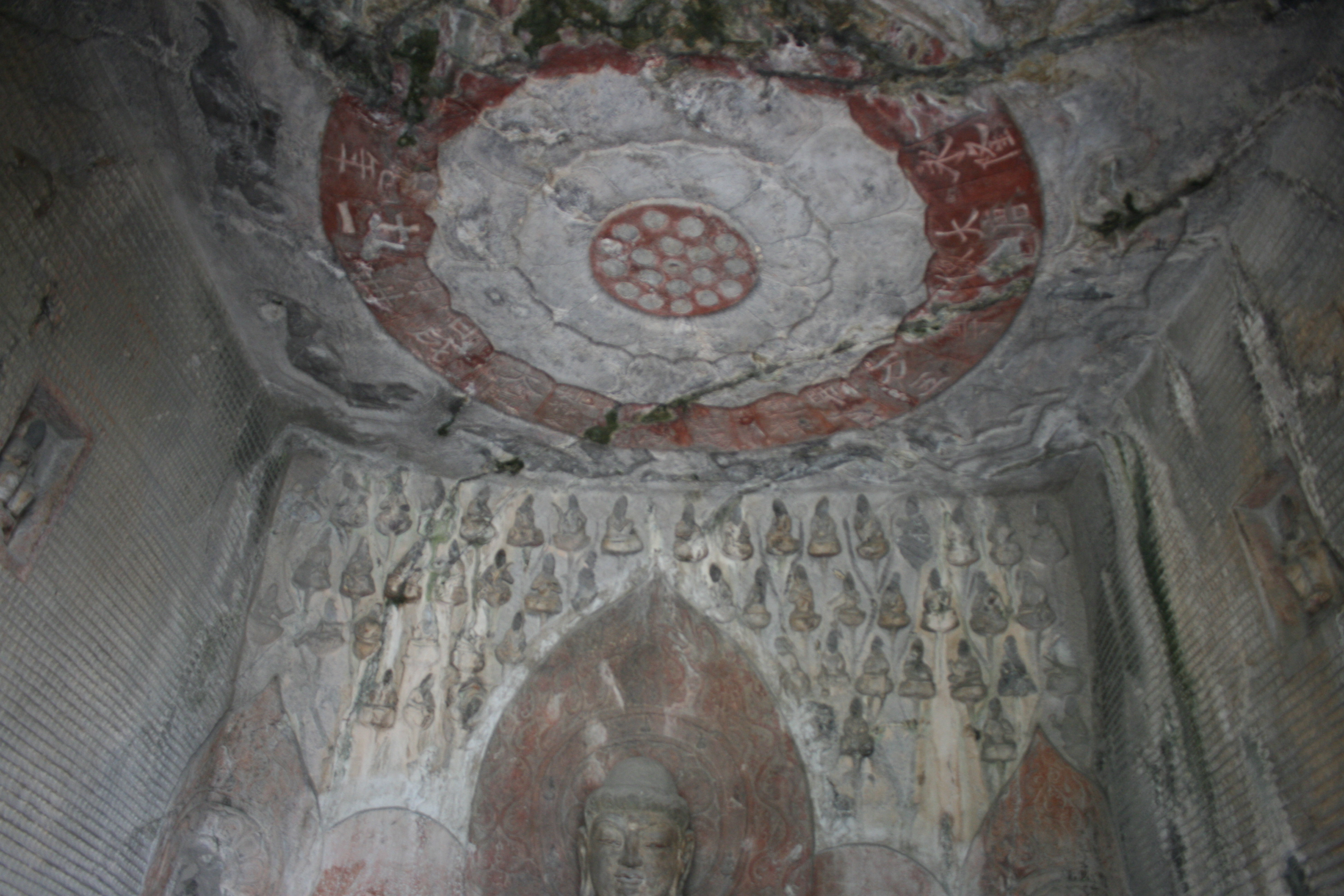
الكهوف البوذية القديمة في لونغمين- سقف مغارة بوذا
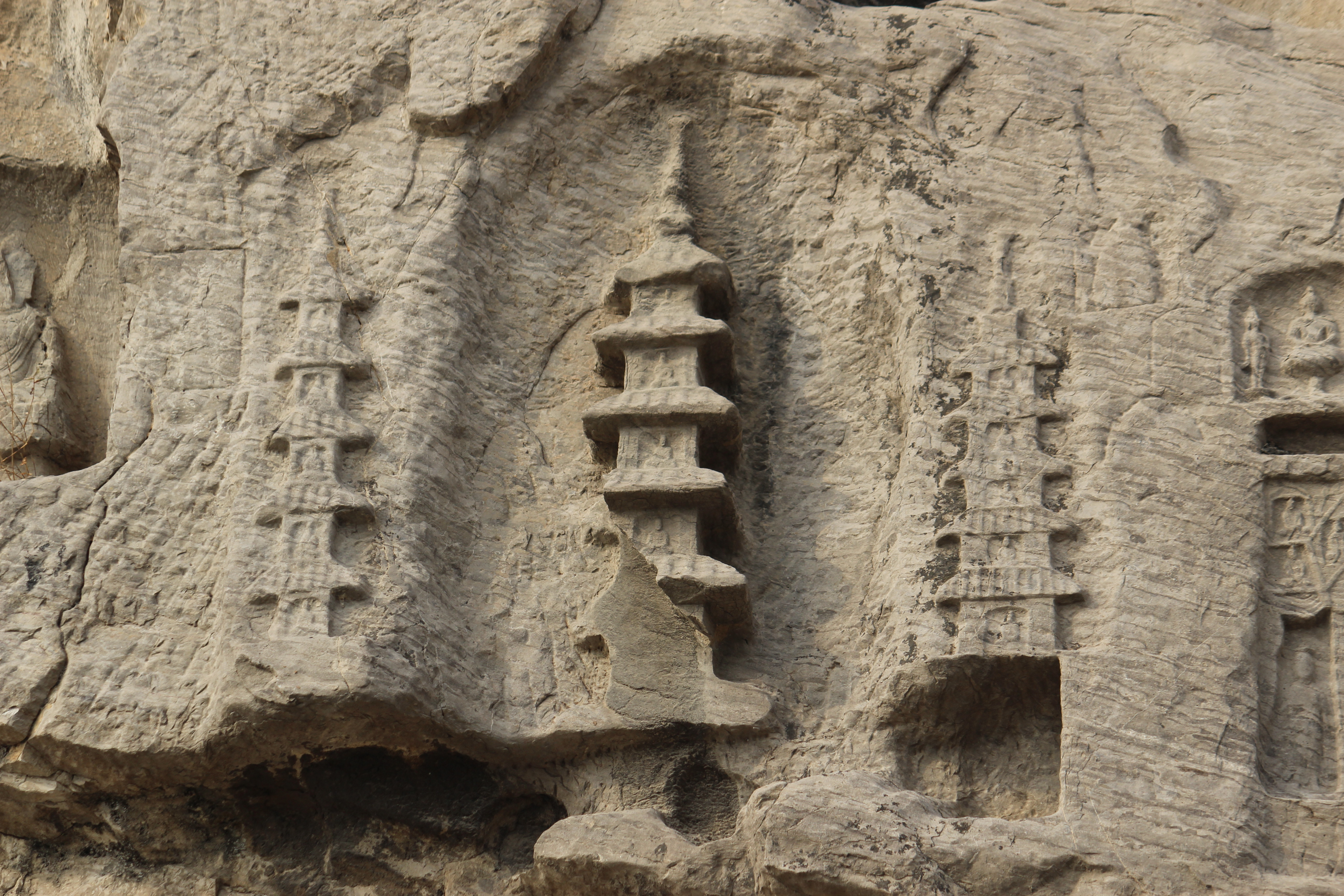
نقوش الباغودا في كهوف لونغمن
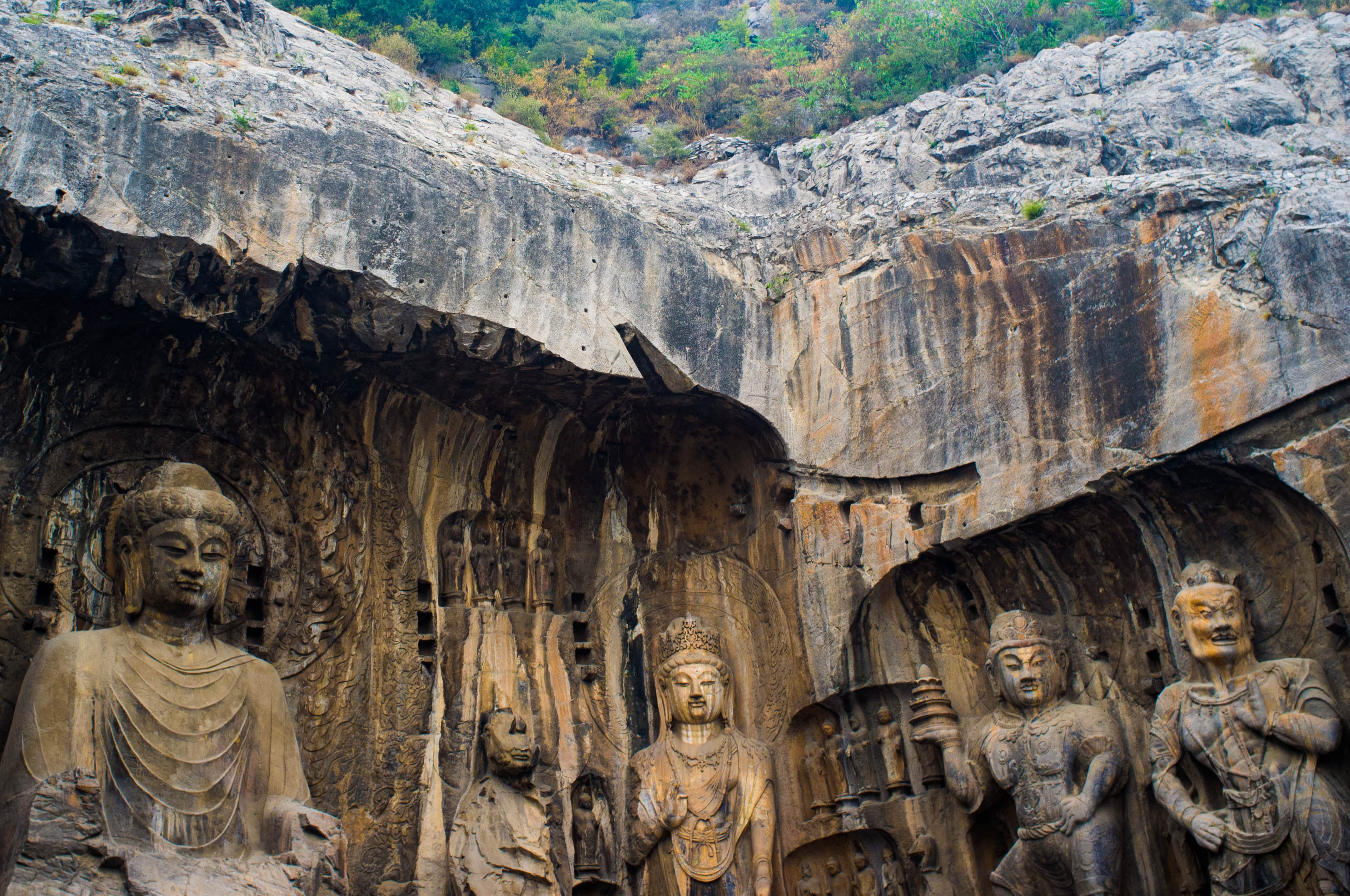
كهوف لونغمين
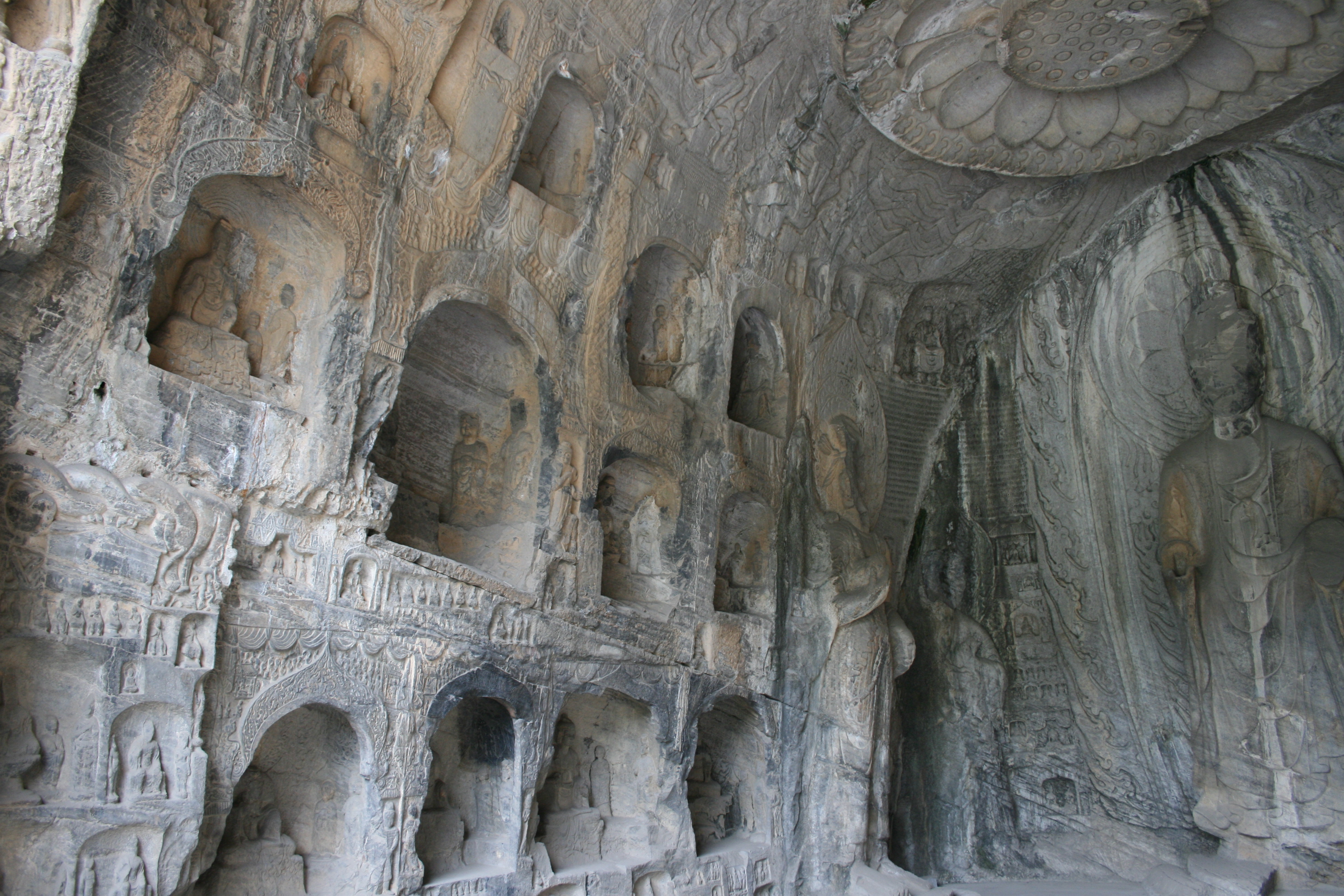
مغارة زهرة اللوتس
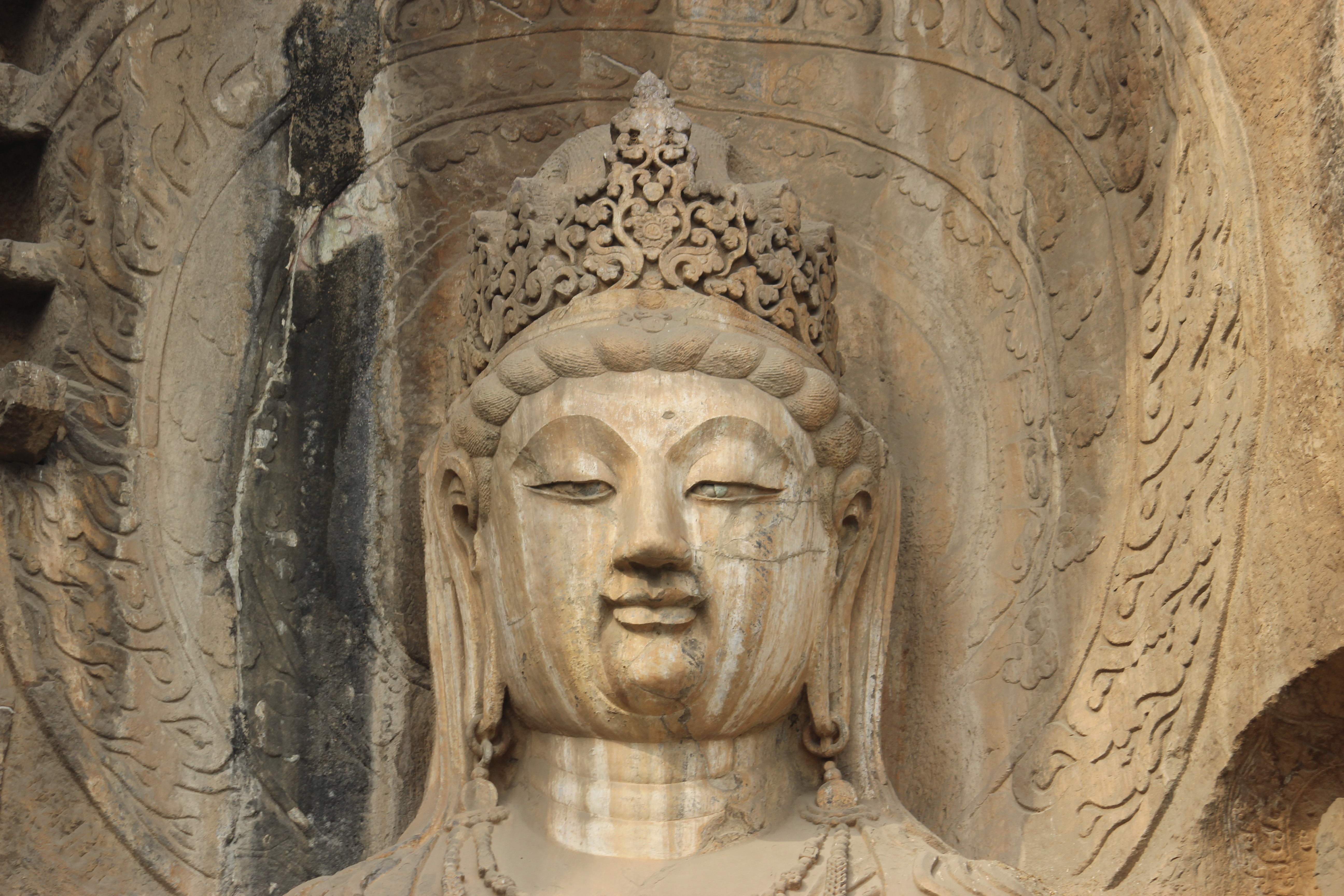
معبد فنغشيان

## تاريخ

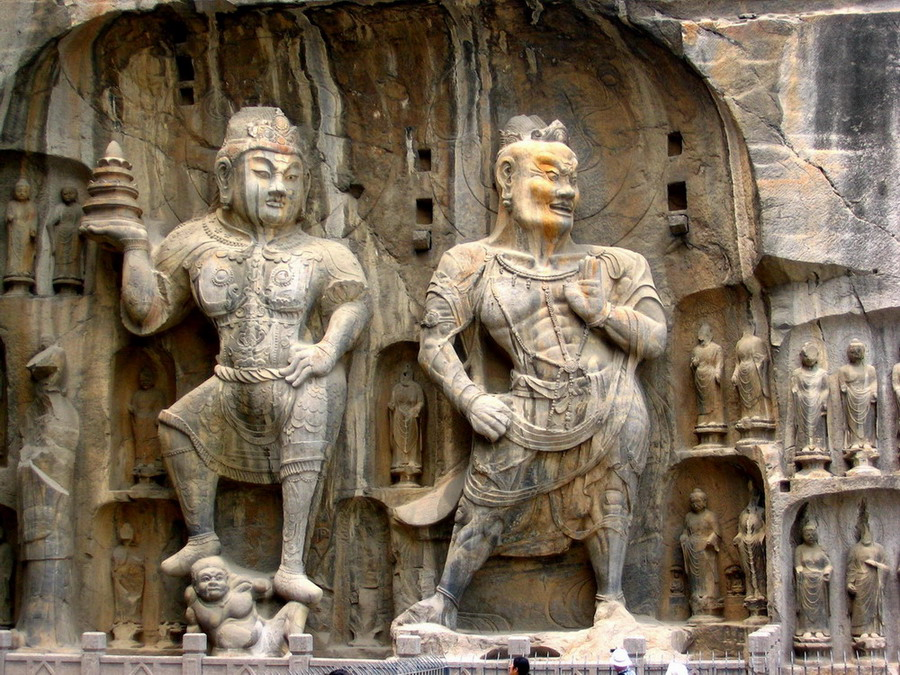
التماثيل البوذية الضخمة في الكهف الرئيسي.

يعود تاريخ إنشاء كهوف لونغمن إلى عهد الإمبراطور شياو ون من سلالة وى الشمالية وذلك عندما تحولت عاصمته من داتونغ إلى مدينة لويانغ تم حفر الكهوف المنحوتة مع الموضوعات البوذية خلال الفترة من 493 م إلى 1127 م عبر أربع مراحل متفرقة حيث بدأت المرحلة الأولى مع سلالة وى الشمالية في عام (493 م حتى 534 م) وشهدت المرحلة الثانية وبين عام 524 م حتى عام 626 م خلال عهد سلالة سوي (581 - 618) والجزء المبكر من مرحلة حكم سلالة تانغ (618 - 907) تطور بطيء لحفر الكهوف كما كان هناك انقطاع بسبب الصراع في المنطقة . وكانت المرحلة الثالثة في عهد سلالة تانغ (618 - 907) م مرحلة ازدهار وكان هناك انتشار الكهوف والمنحوتات واما المرحلة الرابعة والأخيرة فكانت من الجزء الأخير من مرحلة حكم سلالة تانغ وامتدت إلى عهد اسرة سونغ الشمالية .

## انظر ايضاً
- قائمة مواقع التراث العالمي في الصين